# Netelia vulgaris
Netelia vulgaris är en stekelart som beskrevs av Konishi 1986. Netelia vulgaris ingår i släktet Netelia och familjen brokparasitsteklar. Inga underarter finns listade i Catalogue of Life.